# Santiago de Machaca
Santiago de Machaca es una localidad y municipio de Bolivia, capital de la provincia de José Manuel Pando en el departamento de La Paz. El municipio tiene una superficie de 1.255 km² y cuenta con una población de 4.593 habitantes (según el Censo INE 2012).

## Historia
Santiago de Machaca se ubica en la primera sección de la provincia José Manuel Pando. Fue creada por Ley de la República N.º 849 el 29 de abril de 1986; con anterioridad, el territorio formaba parte de la provincia Pacajes. A la fecha, el municipio cuenta con seis cantones: Santiago de Machaca, Berenguela, Villa Exaltación, General José Ballivián, Bautista Saavedra y Santiago de Huaripujo; también se subdivide en tres ayllus que son Quelca, Ilavi y Chocorosi.

«Según la tradición, la historia del municipio de Santiago de Machaca data desde antes de la república y se menciona que ésta se inicia con la familia Machaka compuesta por cinco miembros a decir los padres y sus tres hijos: Jesús, Andrés y Santiago quienes a la muerte de sus progenitores y de acuerdo a la costumbre hereditaria el hijo mayor Jesús, queda como jefe de la familia y con todas las potestades para repartir las tierras: es ahí donde surge el problema de disputa por las tierras por lo que después de varias enfrentas el hermano mayor hace prevalecer su autoridad ante sus hermanos quedándose con las tierras que ahora corresponden a Jesús de Machaca».

## Demografía
De acuerdo con el censo boliviano de 2024, la población del municipio de Santiago de Machaca es de 6 766 habitantes.
La población del municipio aumentó en casi tres cuartas partes entre 1992 y 2024:
| Año  | Habitantes (municipio) | Fuente |
| ---- | ---------------------- | ------ |
| 1992 | 3735                   | Censo  |
| 2001 | 4402                   | Censo  |
| 2012 | 4593                   | Censo  |
| 2024 | 6766                   | Censo  |